# Heeresfliegertruppe (Bundeswehr)

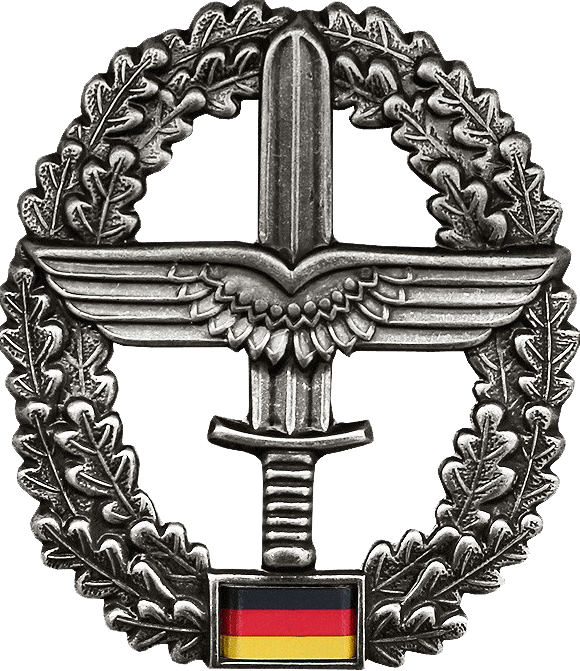
Barettabzeichen

Die Heeresfliegertruppe (HFlgTr) ist eine Truppengattung im Heer der Bundeswehr. Die deutsche Heeresfliegertruppe zählt zu den Kampfunterstützungstruppen. Mit ihren Kampf- und Transporthubschraubern trägt die Heeresfliegertruppe zu luftbeweglichen und luftmechanisierten Operationen des Heeres bei.

## Auftrag

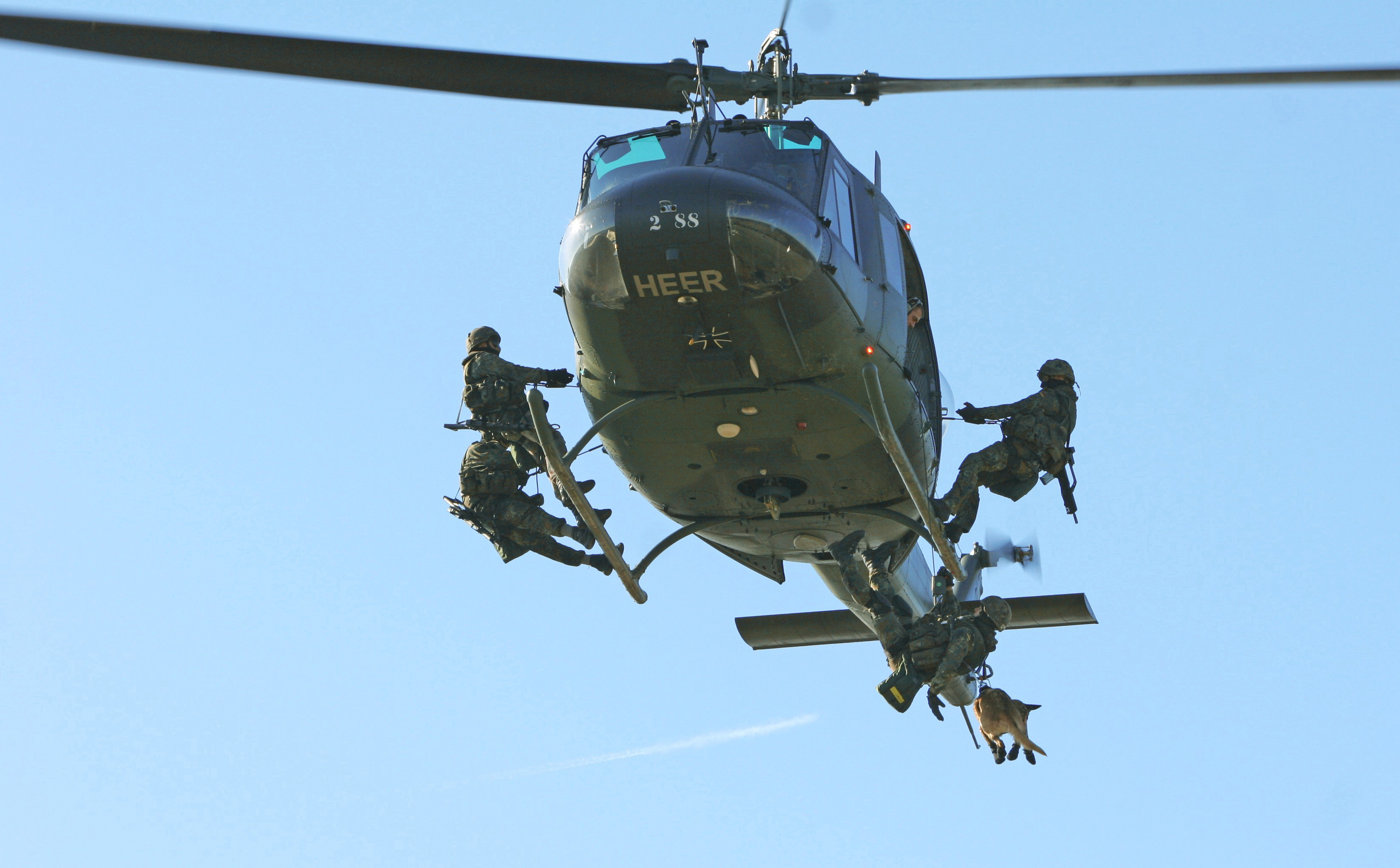
Absetzen von Fallschirmjägern und Diensthund aus einer Bell UH-1D

Die Heeresfliegertruppe ermöglicht mit ihren Hubschraubern die luftbewegliche Führung, Aufklärung, Kampf- und Einsatzunterstützung einschließlich des luftbeweglichen Personal-, Verwundeten- und Materialtransportes. Heeresflieger unterstützen alle Truppengattungen des Heeres sowie andere Bereiche der Bundeswehr. Heeresflieger tragen auch zu Einsätzen der Spezialkräfte des Heeres bei. Mit ihren luftmechanisierten Kräften ist die Truppe zum eigenständigen luftbeweglich geführten Kampf in und aus dem bodennahen Luftraum über feindbesetztem Gebiet befähigt. Basis der Luftmechanisierung und Luftmobilität des Heeres ist die Division Schnelle Kräfte, in der die Heeresflieger mit den luftlandefähigen Kräften und Spezialkräften des Heeres zusammenwirken. Die schnelle Abfolge von Feuerkampf (u. a. auch Flugabwehr und Panzerjagd) sowie Transport von Infanteristen, Material und Versorgungsgüter über kurze oder mittlere Entfernungen sind die Stärken der Heeresfliegertruppe, die sich besonders bei schnell ablaufenden Operationen entfalten. Durch ihre Mobilität tragen Heeresflieger in besonderem Maße zum freien Operieren der Streitkräfte, insbesondere bei Operationen in der Tiefe, bei.

## Geschichte

### Vorgeschichte
Im Jahr 1887 wurde die 1. Preußische Luftschifferabteilung mit Fesselballonen zur Nahaufklärung gegründet, womit die Geschichte der militärischen Luftfahrt in Deutschland begann. Im Jahr 1906 wurde eine „Versuchskompanie für Motorluftschifffahrt“ aufgestellt und das erste deutsche Heeresluftschiff in Dienst gestellt. Auftrag der Luftschiffe war zunächst die Aufklärung, später hauptsächlich strategische Bombardierungen. Im Jahr 1914 wurde die Fliegerschule Döberitz in die „Lehr- und Versuchsanstalt für das Militärflugwesen“ umgewandelt. Von 1914 bis 1918 wurden die Ballone und Luftschiffe im Ersten Weltkrieg verwendet. Gleichzeitig gab es eine Vielzahl von Kampf- und Aufklärungsflugzeugen, die organisatorisch dem Heer angehörten, da es im deutschen Militär eine reine „Luftwaffe“ noch nicht gab.
Mit der Gründung der Wehrmacht entstand im Jahr 1935 die Luftwaffe als eigene Teilstreitkraft, nachdem der Versailler Vertrag zunächst die militärische Luftfahrt in Deutschland verboten hatte. Bis 1945 gab es im Heer keine Heeresflieger, da Hermann Göring alles fliegende Material für die von ihm geführte Luftwaffe beanspruchte, was auch die fliegerischen Kräfte der Kriegsmarine betraf. Erst mit dem Aufbau der Bundeswehr ab 1955 wurde die deutsche Heeresfliegerwaffe namentlich und organisatorisch begründet.

### Heeresstruktur I

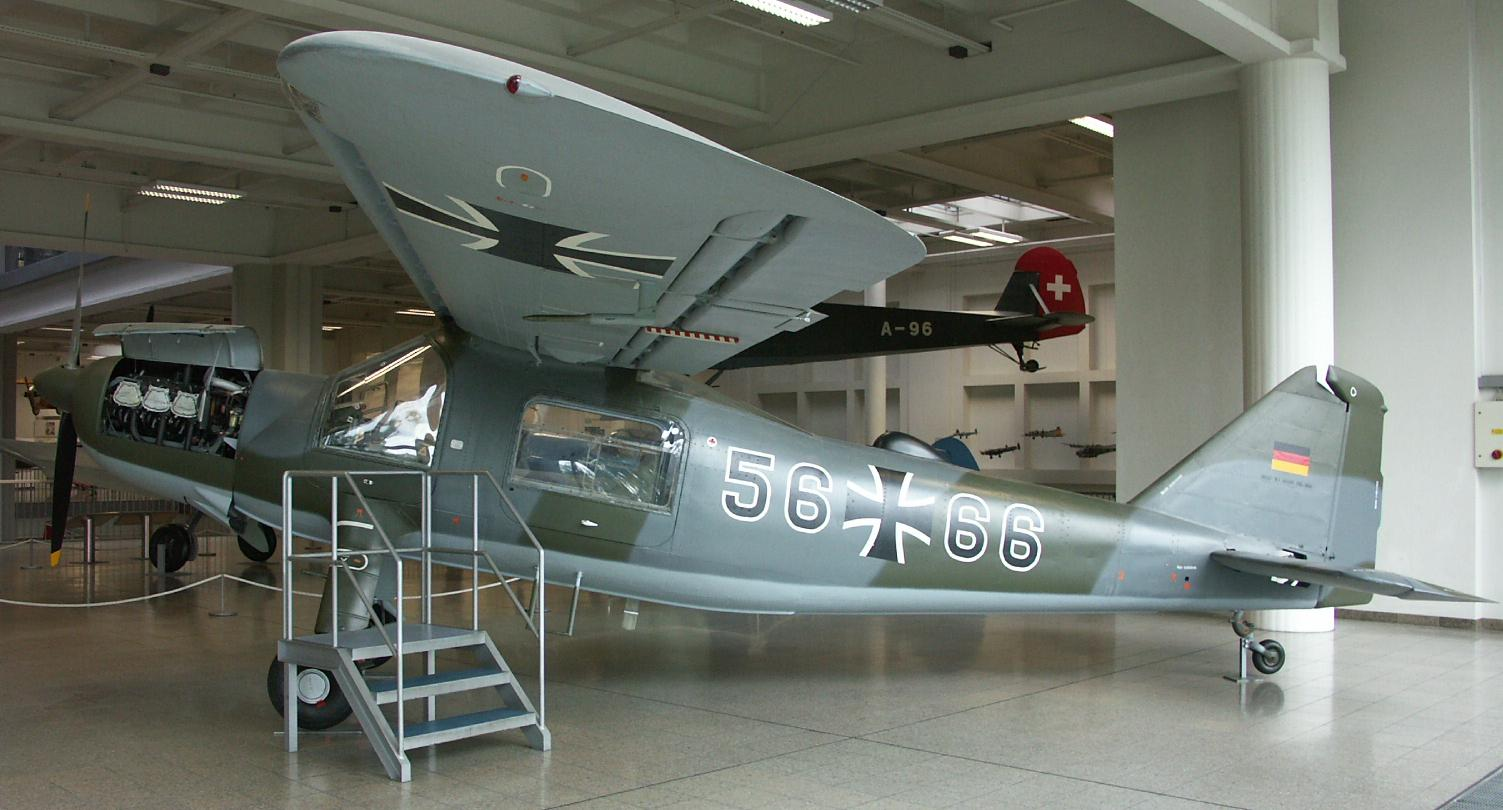
Die Do 27: einziger Starrflügler in der Geschichte der Heeresflieger der Bundeswehr

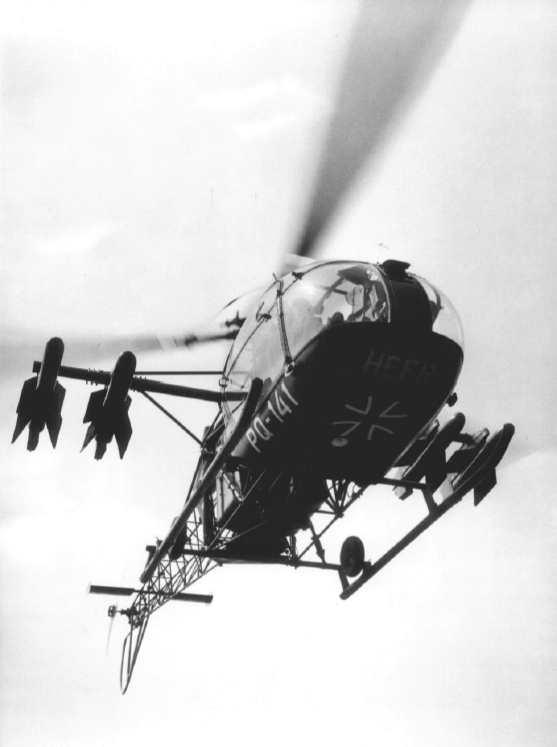
Alouette II mit SS.11-Raketen zur Panzerabwehr im Jahr 1960

1954 wurde Oberst Horst Pape „Berater des Heeres für Fragen der Heeresflieger“ beauftragt, den Aufbau der Heeresfliegertruppe zu planen. Der erste fliegende Verband der Heeresflieger wurde im Mai 1957 in Niedermendig aufgestellt. Die ersten Einheiten wurden ab 1957 mit Bell 47 G-2 und Starrflüglern des Typs Do 27 ausgerüstet. Zur Erprobung wurden außerdem folgende Hubschrauber beschafft: 14 Bell 47 GH13, 6 Djinn So 1221, 10 Skeeter Mark 6, Bristol 171 Sycamore, 28 Vertol H21 und 26 Sikorsky S58 H34. Das Verbindungsflugzeug Do 27 wurde bereits 1959 durch 130 neu beschaffte Hubschrauber SA-318 Alouette II abgelöst. Die Alouette II diente lange Zeit noch als Schulungshubschrauber an der Heeresfliegerwaffenschule (aufgestellt 1959 in Niedermendig, ab 1960 Bückeburg), wurde erst ab dem Jahre 2000 durch den Eurocopter EC 135 abgelöst. Niedermendig, Celle und Fritzlar waren die ersten Flugplätze mit regelmäßigem Flugbetrieb.

### Heeresstruktur II
Ab 1963 wurden an der Heeresfliegerwaffenschule die Bell UH-1D als Schulungsluftfahrzeug und 1967 in die Truppe als Transporthubschrauber eingeführt.

### Heeresstruktur III
1971 wurde das Hubschraubermuseum Bückeburg eingeweiht. 1972 wurden Hubschrauber des Typs Sikorsky S65 CH53 beschafft. Diese lösten die Sikorsky H-34 ab. Die zahlenmäßige Überlegenheit des Warschauer Paktes an Panzern führte zur Beschaffung der MBB BO105, die die Bundeswehr zusätzlich zur Panzerabwehr mit Lenkflugkörpern HOT aufrüstete. Ansonsten wurde die MBB BO105 ohne Zusatzbewaffnung als Verbindungs- und Beobachtungshubschrauber verwendet.

### Heeresstruktur IV
Durch die neuen Panzerabwehrhubschrauber wurden erstmals 1979 die Panzerabwehrhubschrauberregimenter (16 (Celle), 26 (Roth) und 36 (Fritzlar)) aufgestellt. Nach der Wiedervereinigung wurden zunächst die Hubschraubermuster Mi-8 und Mi-24 von der NVA übernommen, jedoch letztlich außer Dienst gestellt. Die übernommenen NVA-Einheiten der Armeefliegerkräfte waren die Kampfhubschraubergeschwader 3 und 5. Sie wurden zu den Heeresfliegerstaffeln 70, 80 und Ost umgegliedert. Seit 1991 wurden an der Heeresfliegerwaffenschule auch Soldaten anderer Truppen ausgebildet.

### Heeresstruktur V (N)
Die neu aufgestellte Heeresfliegerbrigade 3 (Mendig) vereinigte 1994 erstmals alle Kräfte der Transporthubschrauberverbände sowie fast alle Beobachtungs- und Verbindungsstaffeln. Damit war sie der Vorläufer der damaligen Luftbeweglichen Brigade 1. Zuvor waren die Heeresfliegerkräfte den deutschen Korps unterstellt und auch die Divisionen verfügten über eigene Heeresflieger-Verbindungsstaffeln.
Der Kommandeur der Heeresfliegerwaffenschule war ab 1995 zugleich General der Heeresflieger, der zuvor im Heeresamt seinen Sitz hatte.

### Nach 1997
1997 wurde auf dem Heeresflugplatz Fritzlar die Luftmechanisierte Brigade 1 in Dienst gestellt. Damit erhielt das Heer erstmals schnell verlegbare und luftbewegliche Infanteriekräfte. Zusammen mit den Kampfhubschrauberregimentern der Brigade konnten diese den luftbeweglichen Kampf aus der Luft und vom Boden aus führen. 1990 wurde ein erster Prototyp des NH90 an der Heeresfliegerwaffenschule vorgestellt. 1999 wurde die CH-53GS in die Truppe eingeführt. 2000 begann die Außerdienststellung der Alouette II mit Übergabe der ersten EC 135. Ende 2003 wurden die ersten Eurocopter Tiger zu Erprobungszwecken beschafft. Seit 2005 werden Piloten auf diesem Muster am Deutsch-französischen Heeresfliegerausbildungszentrum Tiger in (Le Cannet-des Maures) in Südfrankreich ausgebildet.
2012 wurde entschieden, die CH-53 in der Luftwaffe und den NH90 im Heer einzusetzen. Dies führte in der Konsequenz zur personellen und materiellen Reduzierung der Heeresfliegertruppe auf das internationale Hubschrauberausbildungszentrum in Bückeburg, zwei NH90 Regimenter und ein Kampfhubschrauberregiment. Seit 2012 verfügt die Truppengattung über ca. 200 Hubschrauber für Ausbildungs- und Einsatzaufträge.
Analog dem Marinefliegerkommando wurde im Oktober 2020 ein Kommando Hubschrauber als neue oberste Fach- und Führungsebene des Flugbetriebs des Heeres aufgestellt. Sein Kommandeur ist damit gleichzeitig auch General Heeresfliegertruppe wie General Flugbetrieb Heer.

### Einsätze

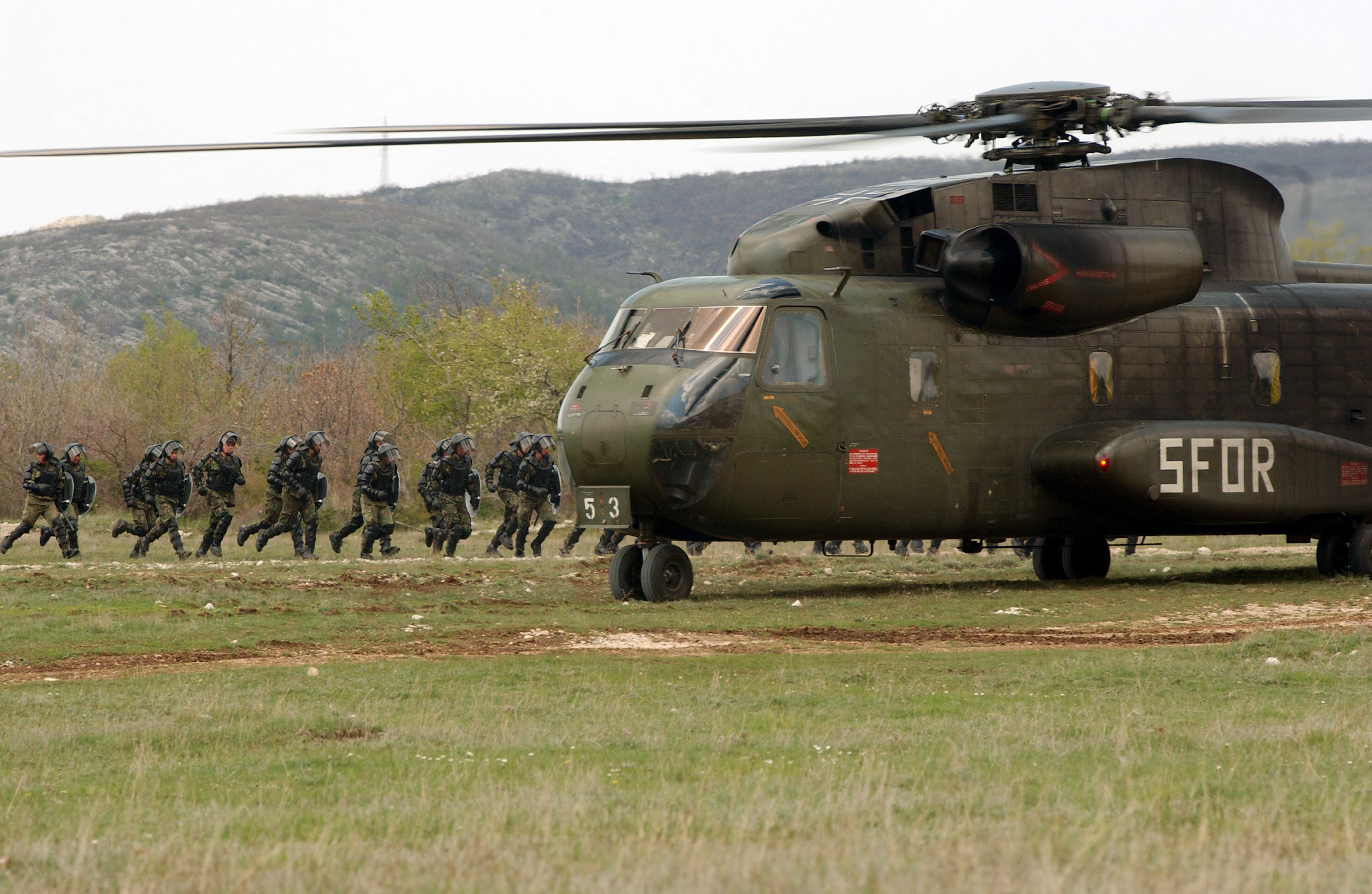
Heeresflieger während des SFOR-Einsatzes

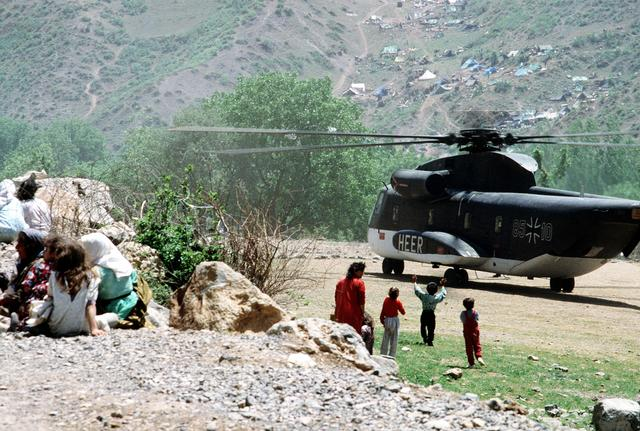
Deutsche Heeresflieger bei der Operation Kurdenhilfe

Heeresflieger waren und sind auf Grund ihrer speziellen Fähigkeiten an nahezu jedem Auslands- und Katastropheneinsatz des Heeres beteiligt. Dazu zählen u. a.:
- 1962: Flutkatastrophe – Hamburg
- 1975: Waldbrandkatastrophe in der Lüneburger Heide
- 1978–1979: Schneekatastrophe 1978/1979
- 1980: Erdbebenhilfe in der Region Neapel
- 1991: Operation Kurdenhilfe im Iran und Anatolien
- 1991–1996: UNSCOM – Irak
- 1993–1994: UNOSOM II – Somalia
- 1995–1996: IFOR – Jugoslawien
- 1996–1998: SFOR – Jugoslawien
- 1997: Hochwassereinsatz an der Oder
- 1997: Evakuierung von Zivilisten aus Tirana/Albanien
- 1998: Hilfeleistung bei den Löscharbeiten an der Pallas vor Amrum
- seit 1998: KFOR – Jugoslawien
- 2002: Hochwassereinsatz an der Elbe
- seit 2004 EUFOR Bosnien-Herzegowina
- 2002–2021: ISAF – Afghanistan und Usbekistan
- 2006: EUFOR – Kongo
- 2007: Waldbrände in Griechenland
- 2013: Hochwassereinsatz an der Elbe
- 2017/18: MINUSMA – Mali
- 2019: Waldbrand bei Lübtheen

## Ausbildung
Zentrale Ausbildungseinrichtung der Truppengattung ist das Internationale Hubschrauberausbildungszentrum in Bückeburg. Für die Ausbildung von Luftfahrzeugführern und Luftfahrzeugtechnikern am Kampfhubschrauber Eurocopter Tiger unterhalten die deutschen und französischen Streitkräfte seit 2003 das Deutsch-Französische Heeresfliegerausbildungszentrum Tiger in Le Cannet-des-Maures (Frankreich) sowie die Deutsch-Französische Ausbildungseinrichtung TIGER in Faßberg. Die deutschen Anteile beider Einrichtungen sind dem Internationalen Hubschrauberausbildungszentrum unterstellt.

## Organisation

### Einordnung
Die Heeresfliegertruppe ist eine Truppengattung des Heeres der Bundeswehr. Sie zählt zu den Kampfunterstützungstruppen.
Die anderen Teilstreitkräfte weisen ähnliche Kräfte wie die Heeresflieger auf, teilen sie jedoch nicht in Truppengattungen ein. In der Marine sind dies die Marineflieger der Marinefliegergeschwader. Die Luftwaffe fasst vergleichbare Kräfte im Hubschraubergeschwader 64 zusammen.
Die Transporthubschrauberregimenter übernehmen ähnliche Aufgaben wie die Heereslogistiktruppen. Kampfhubschrauberregimenter sind wie die Heeresaufklärungstruppe, die ehemalige Heeresflugabwehrtruppe, und die früheren Panzerjäger zur Panzerabwehr, Luftabwehr und Aufklärung befähigt.

### Aktive Truppenteile
Die Heeresfliegereinsatzkräfte waren bis März 2021 direkt der Division Schnelle Kräfte unterstellt. Seit dem 1. April 2021 sind alle fliegenden Verbände des Heers unter dem Kommando Hubschrauber zusammengefasst, welches wiederum Teil der Division Schnelle Kräfte ist. Die Heeresfliegertruppe umfasst folgende Truppenteile:
| Bezeichnung                | Bezeichnung                                       | Ort           | Verband                  | Flugzeugmuster                             |
| -------------------------- | ------------------------------------------------- | ------------- | ------------------------ | ------------------------------------------ |
| Verbandsabzeichen          | Kommando Hubschrauber                             | Bückeburg     | Division Schnelle Kräfte |                                            |
| Verbandsabzeichen          | Internationales Hubschrauberausbildungszentrum    | Bückeburg     | Kommando Hubschrauber    | Eurocopter EC 135, NH90, Eurocopter Tiger, |
| Internes Verbandsabzeichen | Transporthubschrauberregiment 10 Lüneburger Heide | Faßberg       | Kommando Hubschrauber    | NH90                                       |
| Internes Verbandsabzeichen | Transporthubschrauberregiment 30 Tauberfranken    | Niederstetten | Kommando Hubschrauber    | NH90; Airbus H145 LUH SAR (nur für SAR)    |
| Internes Verbandsabzeichen | Kampfhubschrauberregiment 36 Kurhessen            | Fritzlar      | Kommando Hubschrauber    | Eurocopter Tiger                           |

## Ausrüstung

### Luftfahrzeuge

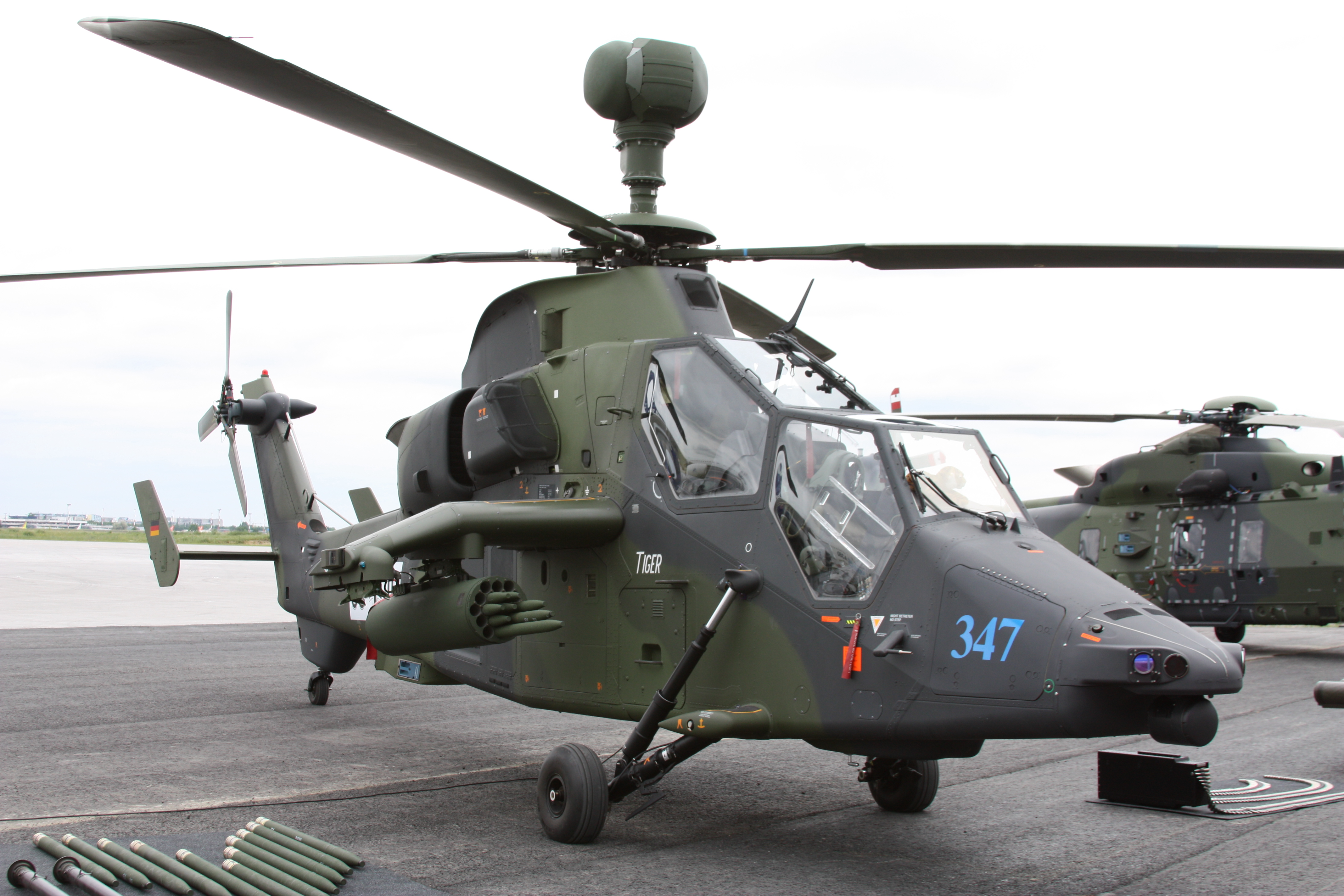
Kampfhubschrauber Eurocopter Tiger

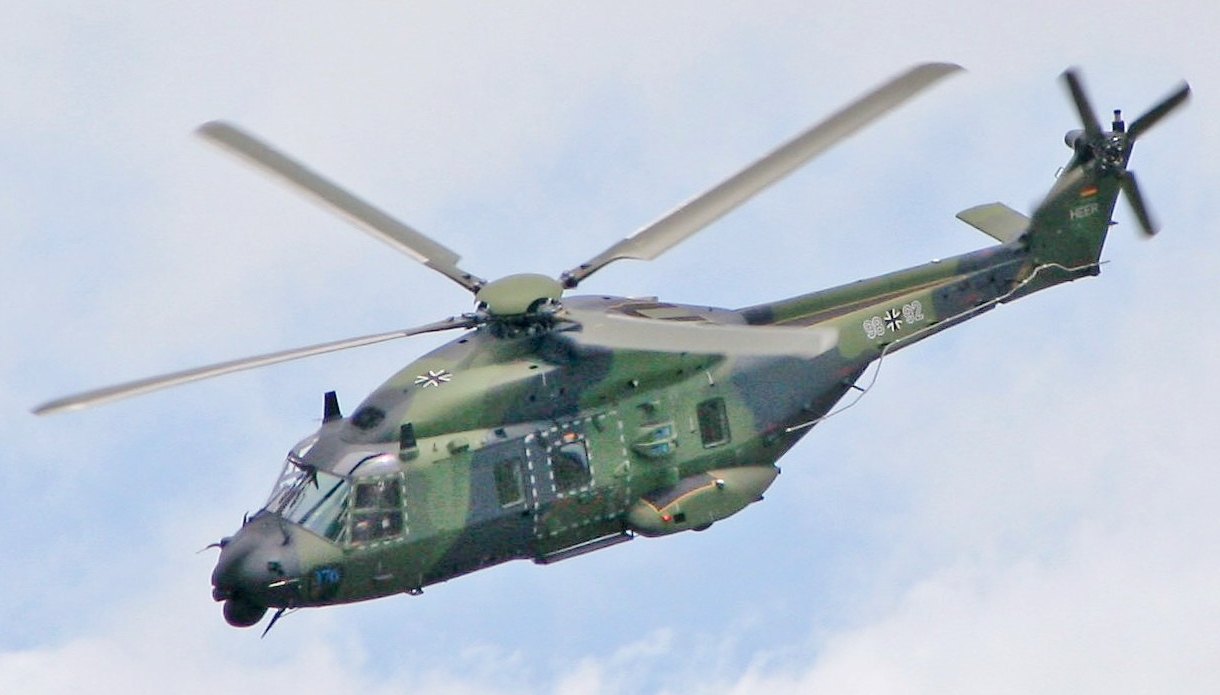
Der Transporthubschrauber NH90

Den Heeresfliegern stehen folgende Hubschraubermuster zur Verfügung (Stand Oktober 2021):

#### Einsatzhubschrauber
- Eurocopter Tiger, 51 Stück: Gemäß Planung sollten insgesamt 51 Tiger weiterbetrieben werden. Die restlichen der insgesamt 68 bestellten und bis Juli 2018 ausgelieferten UH Tiger sollten als Ersatzteillager dienen. Zur Vereinheitlichung der Rüststände sollten weitere 33 Tiger in den Bauzustand „ASGARD“ umgerüstet werden (bis März 2014 wurden zunächst 12 Maschinen umgerüstet),[4] Hubschrauber älterer Baureihen wurden ausgesondert.[5][6] Im Mai 2023 hat die Bundeswehr entschieden, die verbliebenen Tiger nicht mehr weiter zu modernisieren, sondern durch Airbus Helicopters H145M zu ersetzen. Der Tiger soll bis 2035 ausgemustert werden.[7]
- NH90, 82 Stück: Der NH90 ist Nachfolger des in den 70er Jahren eingeführten deutlich kleineren und leichteren Bell UH-1D und ersetzt diesen u. a. in der Rolle als taktischen Transporthubschrauber. Die letzte Maschine wurde im Oktober 2021 in Dienst gestellt.[8]
- H145 LUH SAR, 7 Stück[9]: Der H145 hat ab 2020 den Bell UH-1D in seiner Rolle als SAR-Hubschrauber ersetzt.[10] Gemeinsam mit den 15 H145M LUH SOF für die Spezialkräfte im Hubschraubergeschwader 64 der Luftwaffe und den 13 Eurocopter EC 135 des Internationalem Hubschrauberausbildungszentrum des Heeres, sind diese Maschinen der dritte Typ einer Hubschrauberfamilie von Airbus Helicopters, was zu einer weiteren Standardisierung der Hubschrauberflotte in der Bundeswehr beiträgt.

#### Trainingshubschrauber
- Eurocopter EC 135 T1, 13 Stück[11] zzgl. 7 geleasten Airbus Helicopters H135 T3[12][13]

#### In Beschaffung
H145M LUH, 57 Stück: Am 14. Dezember 2023 bestellte das Bundesamt für Ausrüstung, Informationstechnik und Nutzung der Bundeswehr (BAAINBw) aus einem Rahmenvertrag über 82 H145 M LUH, insgesamt 62 Hubschrauber dieses Typs zur Auslieferung bis Juli 2028. Wie bei den EC135-Ausbildungshubschraubern in Bückeburg stellt Airbus Helicopters die Maschinen an allen Standorten abflugfertig zur Verfügung. Die Heeresfliegertruppe erhält 57 Stück und 5 Einheiten verstärken in der Variante H145M LUH SOF die bereits in der Luftwaffe vorhandenen 15 Hubschrauber gleichen Typs. Die für das Heer vorgesehenen mehrrollenfähigen Hubschrauber werden mit Missionsausrüstungen für die Rollen Kampf (24 Stück) und Ausbildung/Professionalisierung (33 Stück) geliefert.
Als erste Einheit erhält das Internationale Hubschrauberausbildungszentrum im Bückeburg Ende 2024 zwei Hubschrauber in der Rolle Ausbildung. Insgesamt erhält das Ausbildungszentrum 23 Hubschrauber für die Durchführung der Hubschraubergrundausbildung. Hinzu kommen vor Ort in den Jahren 2026/2027 acht Simulatoren durch Umrüstung der vorhandenen Simulatoren EC135. Das Kampfhubschrauberregiment 36 in Fritzlar soll die ersten Hubschrauber in der Rolle Kampf einschließlich Bewaffnung ab Mitte 2026 erhalten. Das Transporthubschrauberregiment 30 (Niederstetten) und das Transporthubschrauberregiment 10 (Faßberg) erhalten je 5 H145 M LUH in der Rolle Ausbildung/Professionalisierung ab März 2027 bzw. Februar 2028.
Mit dieser Beschaffung können alle aktuell bei der Heeresfliegertruppe und der Luftwaffe geleasten bzw. zur Ausbildung/Professionalisierung eingesetzten Hubschrauber in den Varianten Eurocopter EC 135, H145 und Bell 206 aus dem Dienst genommen werden. Im August 2024 wurden als erstes die Bell 206 abgegeben. Die speziell mit diesem Hubschraubermuster durchgeführte Ausbildung im Realflug – die „Autorotation bis zum Boden“ (also Notlandung des Hubschraubers ohne Triebwerk) – wird nur noch in den modernen Simulatoren durchgeführt.
Zusammen mit den 15 H145M LUH SOF für die Spezialkräfte im Hubschraubergeschwader 64 und den 7 H145 LUH SAR wird die Bundeswehr dann über 84 Hubschrauber des gleichen Typs verfügen (zzgl. Option auf 20 weitere H145 M LUH).

### Uniform
Die Waffenfarbe der Heeresfliegertruppe, gezeigt beispielsweise als Farbe der Litzen und Kragenspiegel, wird „hellgrau“ genannt (RAL 7037, Staubgrau). Die Farbe des Baretts wird „bordeauxrot“ (RAL 4004 Bordeauxviolett) genannt. Diese Barettfarbe teilen sich die Heeresflieger mit den luftlandefähigen Verbänden der Division Schnelle Kräfte. Das Barettabzeichen zeigt eine Fliegerschwinge, die senkrecht von einem Schwert gekreuzt wird, umrahmt von Eichenlaub. Eine Besonderheit sind ihre Ärmelbänder am Dienstanzug, die nur wenige Soldaten im Heer tragen. Auch auf dem Ärmelband wird die Fliegerschwinge gezeigt.

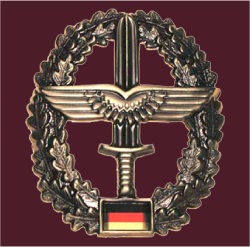
Barettabzeichen und Barettfarbe
Kragenspiegel

### Militärisches Symbol

Taktisches Zeichen der Heeresflieger

Das militärische Symbol der Heeresflieger und vergleichbaren Kräfte der NATO-Truppen zeigt die stilisierte Seitenansicht der Rotorkreisebene. Dieses Grundzeichen wird ergänzt um fähigkeitsspezifische Zeichen, je nach Typ der Heeresfliegereinheit. Die Darstellung des Propellers (entspricht in etwa einer liegenden Acht) war bis ins Jahr 2006 das militärische Symbol innerhalb der Bundeswehr und begründete sich darauf, dass die Heeresflieger in ihren Anfängen mit Propellerflugzeugen ausgerüstet waren. Ab 2006 wurde das internationale militärische Symbol der NATO übernommen. Das militärische Symbol der Luftwaffe ist ähnlich der alten Version, jedoch sind dann die Propeller nicht ausgefüllt.

## Marsch
Seit dem 23. September 2020 ist die Heeresfliegertruppe die erste Truppengattung mit einem eigenen Marsch, dem „Marsch der Heeresflieger“ von Friedrich Glas.

## Schlachtruf
Schlachtruf und Motto der Heeresfliegertruppe lautet: „Ohne Furcht – Nach vorn!“ (nur Internationales Hubschrauberausbildungszentrum), sonst „Hals- und Beinbruch!“.

## Dienstgradbezeichnungen
Niedrigster Dienstgrad in Truppenteilen der Heeresfliegertruppe ist der Flieger. Er entspricht dem Dienstgrad Schütze, Funker, Panzergrenadier usw. (→ vgl. hier) anderer Truppengattungen. Die übrigen Dienstgrade entsprechen den allgemeinen Dienstgraden der Bundeswehr. Die meisten Luftwaffenuniformträger im niedrigsten Dienstgrad führen ebenfalls den Dienstgrad Flieger.
| Mannschaftsdienstgrad |         |                    |
| Niedrigerer Dienstgrad |         | Höherer Dienstgrad |
| - | Flieger | Gefreiter          |
| Dienstgradgruppe: Mannschaften – Unteroffiziere o.P. – Unteroffiziere m.P. – Leutnante – Hauptleute – Stabsoffiziere – Generale |         |                    |